# Bergankunft
Als Bergankunft bezeichnet man im Radsport das Ziel eines Radrennens, wenn sich dieses am Ende eines längeren Anstiegs befindet.
Mit einer Bergankunft kann die Ankunft auf dem Gipfel eines Berges gemeint sein, etwa bei den bekannten Tour-de-France-Gipfeln Mont Ventoux und Puy de Dôme oder dem Feldberg bei der Deutschland Tour. Häufig bezeichnet eine Bergankunft aber auch nur die Ankunft in Gebirgsorten wie dem legendären L’Alpe d’Huez oder an Pässen wie dem Col du Tourmalet oder dem Großglockner.
Bergankünfte sind für Etappenrennen normalerweise entscheidend, da die Zeitabstände aufgrund des selektiven Profils sehr groß werden. Zudem gibt es direkt vor dem Ziel keine Abfahrt, bei der schwächere Fahrer wieder zur Spitze aufschließen können.
Die erste Bergankunft bei einer Tour de France fand 1952 in L’Alpe d’Huez statt. Etappensieger wurde der spätere Gesamtsieger Fausto Coppi.